# Dłużniewice
Dłużniewice – wieś w Polsce położona w województwie łódzkim, w powiecie opoczyńskim, w gminie Żarnów.
Prywatna wieś szlachecka Dłużniowice, położona była w drugiej połowie XVI wieku w powiecie opoczyńskim województwa sandomierskiego. W latach 1954–1959 wieś należała i była siedzibą władz gromady Dłużniewice, po jej zniesieniu w gromadzie Żarnów. W latach 1975–1998 miejscowość administracyjnie należała do województwa piotrkowskiego.
18 marca 1799 roku w Dłużniewicach urodził się Józef Święcicki – ostatni dowódca 4. Pułku Piechoty Liniowej ("czwartaków").
Wierni Kościoła rzymskokatolickiego należą do parafii Miłosierdzia Bożego w Chełstach.